# Angelika Bahmannová
Angelika Bahmannová (* 1. dubna 1952 Plavno, Sasko), nepřechýleně Bahmann, je bývalá východoněmecká vodní slalomářka, kajakářka závodící v kategorii K1.
Na mistrovstvích světa získala tři zlaté (K1 – 1971, 1977; K1 družstva – 1971), dvě stříbrné (K1 družstva – 1975, 1977) a jednu bronzovou medaili (K1 – 1975). Individuální závod K1 na Letních olympijských hrách 1972 vyhrála.
Její syn Christian rovněž působil jako vodní slalomář.